# Хучжу-Туский автономный уезд
Хучжу́-Ту́ский автоно́мный уе́зд (кит. упр. 互助土族自治县, пиньинь Hùzhù Tǔzú zìzhìxiàn, монгорск. Huzhu mongghul szarbaren njeenaa daglagu xan) — автономный уезд городского округа Хайдун провинции Цинхай (КНР).

## История
При империи Хань в 121 году до н. э. генерал Хо Цюйбин разгромил сюнну, кочевавших западнее петли Хуанхэ, и создал там базу для дальнейшего наступления. В 111 году до н. э. генералы Ли Си и Лан Чжун разгромили цянов, живших у реки Хуаншуй, и основали пост Сипин. Территория современного автономного уезда оказалась в составе уезда Линьцян (临羌县, «перед цянами»). В 210 году был образован округ Сипин (西平郡), и уезд Линьцян вошёл в его состав.
В эпоху Южных и Северных династий округ Сипин был преобразован в область Шаньчжоу (鄯州), а уезд Линьцян был расформирован.
После основания империи Суй в 598 году округ Сипин был создан вновь, однако потом он опять стал областью Шаньчжоу; эти места находились под непосредственным управлением областных властей.
При империи Сун в 1104 году область Шаньчжоу стала областью Синин (西宁州), и эти места вошли в её состав.
После свержения монголов и установления власти китайской империи Мин эти места были подчинены Сининскому караулу, созданному вместо области Синин. При империи Цин после подавления в 1725 году хошутского восстания Сининский караул был преобразован в Сининскую управу (西宁府). После Синьхайской революции в Китае была проведена реформа структуры административного деления, и в 1912 году управы были ликвидированы; эти места входили в состав уезда Синин (西宁县).
В 1929 году была образована провинция Цинхай, и уезд Синин стал местом пребывания её властей. В 1930 году из уезда Синин был выделен уезд Хучжу (互助县).
В 1953 году уезд Хучжу был преобразован в Хучжу-Туский автономный район (互助土族自治区). В 1955 году Хучжу-Туский автономный район стал Хучжу-Туским автономным уездом. В 1960 году он перешёл под юрисдикцию Синина, но в 1962 году вернулся под прямое управление властей провинции.
19 октября 1978 года постановлением Госсовета КНР был создан округ Хайдун (海东地区), и автономный уезд вошёл в его состав.
В 2013 году округ Хайдун был преобразован в городской округ.

## Административное деление
Хучжу-Туский автономный уезд делится на 8 посёлков, 9 волостей и 2 национальные волости (Бацза-Тибетская национальная волость и Сундо-Тибетская национальная волость).

## Население
Согласно переписи 2000 года население составляло 357 089 человек. Этнический состав был следующим:
| Народ     | Население | Доля    |
| --------- | --------- | ------- |
| Ханьцы    | 265.456   | 74,34 % |
| Ту        | 62.780    | 17,58 % |
| Тибетцы   | 21.629    | 6,06 %  |
| Хуэйцы    | 6.824     | 1,91 %  |
| Монголы   | 210       | 0,06 %  |
| Маньчжуры | 47        | 0,01 %  |
| Корейцы   | 29        | 0,01 %  |
| И (народ) | 28        | 0,01 %  |
| Остальные | 86        | 0,02 %  |

## Культура
Среди народа ту развита традиционная вышивка паньсю, характерным элементом которой является узор «Солнечный цветок». В 2006 году вышивка паньсю была включена в первый перечень национального нематериального культурного наследия Китая. Центром швейного промысла является деревня Баньянь.